# Sex and the Single Girl
Sex and the Single Girl je populárně naučná kniha z roku 1962 od americké spisovatelky Helen Gurley Brownové.
Kniha se v roce svého vydání stala bestsellerem a celkově se jí prodalo několik milionů výtisků.
Roku 1964 pak byla předlohou pro stejnojmenný film, který režíroval Richard Quine. 

## Obsah
Někteří historici soudí, že kniha je ztělesněním sexuální revoluce 60. let. Brownová v ní tvrdí, že ženy mohou mít předmanželský sex a pokud jsou single tak i náhodný sex. Doporučuje také ženám, aby se nebály pracovat na své kariéře („career girls are sexy“) a další její prohlášení zní: „přitažlivé jsou ty ženy, které si užívají sex“ („a sexy woman is a woman who enjoys sex“). Každá žena může svému sexuálnímu protějšku nabídnout své tělo – podle Brownové se jedná o kapitál, který by ženy měly náležitě využít. K mužům by tedy měly ženy přistupovat pragmaticky, mohou totiž ženám pomoci k dosažení finanční nezávislosti. Podle odbornice na mediální studia Julie D’Acciové sice Brownová v knize věnuje hodně prostoru single životu ženy, na druhou stranu ale není proti manželství. Ženy by si ale podle ní měly uvědomit, že jim nemusí poskytovat pocit bezpečí. Muž totiž může svou ženu kdykoli opustit a Brownová tedy nedoporučuje stavět tolik ženskou identitu na faktu, že je něčí manželka, a radí ženám, aby se více realizovaly ve svém zaměstnání.